# Mucca sferica

Mucca rappresentata come omeomorfismo di una sfera.

L'espressione mucca sferica è una metafora spiritosa che indica modelli scientifici di fenomeni reali complessi estremamente semplificati. Allude al fatto che spesso i fisici teorici costruiscono i modelli e ottengono le soluzioni ai problemi affrontati considerando delle ipotesi estremamente semplificatrici per rendere i calcoli più trattabili e ottenere più facilmente delle soluzioni al problema; questo però rende meno precisa l'aderenza, e quindi l'applicazione, del modello e della soluzione trovata alla realtà.

## Origine
La metafora della mucca sferica trae origine da una barzelletta, raccontata in molte varianti differenti, che prende in giro le supposizioni che vengono talvolta utilizzate nella fisica teorica.

## Riferimenti nel mondo scientifico
Alan Turing, in un articolo del 1952 intitolato The Chemical Basis of Morphogenesis affermò che «un sistema dotato di una simmetria sferica, e il cui stato cambia a causa di reazioni chimiche e della diffusione […] non può risultare in un organismo, come un cavallo, che non sia esso stesso dotato di simmetria sferica».

## Nella cultura di massa
- Nell'ambiente scientifico la metafora "cavallo sferico" (con tanto di relativa, appropriata barzelletta) viene usata con ugual significato di "mucca sferica"[7]
- Consider a spherical cow è il titolo di un libro del 1988 a proposito della risoluzione di problemi utilizzando modelli semplificati[8].
- "Spherical cow" ("mucca sferica" in inglese) venne scelto da Linux come nome in codice per il sistema operativo Fedora 18[9].
- In un episodio de The Big Bang Theory, il dottor Leonard Hofstadter racconta una barzelletta che nomina alcune "galline sferiche sottovuoto"[10].
- In un episodio del programma televisivo britannico Brass Eye riguardante i diritti degli animali, il presentatore Chris Morris ha provato ad iniziare un dibattito con l'ospite Oliver Skeete a proposito dell'utilizzo di mucche sferiche nella produzione della carne[11].